# الرابطة التونسية المحترفة لكرة القدم للسيدات 2004–05
الرابطة التونسية المحترفة لكرة القدم للسيدات 2004–05 هو الموسم 1 من بطولة الرابطة التونسية المحترفة لكرة القدم للسيدات. يلعب فيه أفضل 12 ناديا تونسيا في مجموعة واحدة.
فاز بهذا الموسم نادي الاتحاد الرياضي التونسي لأول مرة في تاريخه.

## الأندية المشاركة
- الاتحاد الرياضي التونسي
- الجمعية الرياضية النسائية بالساحل
- المعهد العالي للرياضة والتربية البدنية بالكاف
- الملعب التونسي
- نادي الخطوط التونسية
- الحي الجامعي باردو II
- الجمعية الرياضية النسائية بصفاقس
- الحي الجامعي بصفاقس
- الاتحاد الرياضي المغاربي
- زامة الرياضية بسليانة
- الجمعية الرياضية للبريد والبرق والهاتف ببنزرت
- الجمعية الرياضية النسائية بسبيطلة

## روابط خارجية
- الموقع الرسمي للجامعة التونسية لكرة القدم.
- الرابطة التونسية المحترفة لكرة القدم للسيدات على موقع مؤسسة إحصاءات وثيقة لرياضة كرة القدم